# Nataliya Sinişin
Nataliya Synyshyn devenue Nataliya Sinişin est une lutteuse ukrainienne puis azerbaïdjanaise (depuis 2014) née le 3 juillet 1985 à Sosnivka.

## Palmarès

### Jeux olympiques
- 12e en moins de 59 kg en 2008 à Pékin, (Chine)

### Championnats du monde
- Médaille de bronze en lutte libre dans la catégorie des moins de 59 kg en 2007 à Bakou
- Médaille de bronze en lutte libre dans la catégorie des moins de 59 kg en 2006 à Canton

### Championnats d'Europe
- Médaille d'or en lutte libre dans la catégorie des moins de 58 kg en 2016 à Riga, (Lettonie)
- Médaille d'or en lutte libre dans la catégorie des moins de 55 kg en 2012 à Belgrade, (Serbie)
- Médaille d'or en lutte libre dans la catégorie des moins de 55 kg en 2009 à Vilnius
- Médaille d'argent en lutte libre dans la catégorie des moins de 59 kg en 2007 à Sofia
- Médaille de bronze en lutte libre dans la catégorie des moins de 59 kg en 2008 à Tampere

### Jeux européens
- Médaille de bronze en lutte libre dans la catégorie des moins de 55 kg en 2015 à Bakou